# Rödstjärt
Rödstjärt (Phoenicurus phoenicurus) är en insektsätande fågel som tillhör familjen flugsnappare. Den är en flyttfågel som häckar i stora delar av Europa och Centralasien, och även i allra nordligaste Afrika. Den övervintrar främst i Centralafrika.

## Utbredning och taxonomi
Rödstjärten är en flyttfågel som häckar i nordvästra Afrika, över stora delar av Europa och Centralasien. Dess häckningsområde sträcker sig från Marocko, Algeriet och Tunisien i Afrika och över i stort sett hela Europa där den är allmänt förekommande, dock väldigt lokalt på exempelvis Irland och inte på Island. Vidare häckar den österut genom Sibirien, så långt österut som till Bajkalsjön och så långt söderut som till bergskedjorna Altaj och Tarbagatai, och till södra Turkmenistan, sydöstra Uzbekistan, västra Afghanistan, Iran, Kaukasus och Turkiet. Den övervintrar främst i Afrika, och då främst på Central- och Västafrikas savanner, men även lokalt på Arabiska halvön.

### Taxonomi
Rödstjärtarna är en grupp med fåglar som bildar en väl avgränsad klad Tidigare placerades denna grupp i familjen trastar men idag placeras den oftast inom familjen flugsnappare (Muscicapidae) i underfamiljen Saxicolinae tillsammans med bland andra buskskvättor och stenskvättor.
Arten delas upp i två ganska väl avgränsade underarter som av Clements et al. 2015 behandlas som två monotypiska grupper:
- Phoenicurus phoenicurus phoenicurus – nominatformen häckar i Europa, Kazakstan och Sibirien, österut till Jenisejfloden, och söderut till Kirgizistan och Maghreb. Denna underart övervintrar i tropiska Afrika
- Phoenicurus phoenicurus samamisicus – häckar på Krimhalvön, i Kaukasus, Turkiet, södra Turkmenistan, Tadzjikistan, i västra och norra Iran och i västra Afghanistan. Denna underart övervintrar i nordöstra Afrika.

### Förekomst i Sverige
Rödstjärt häckar i hela Sverige, men förekomsten är tätare vid norrländsk tallmo och i fjällbjörkskog. Den anländer till Sverige under första halvan av april-maj och flyttar i augusti-september, men arten observeras fortfarande så sent som i mitten av oktober.

## Kännetecken

### Utseende

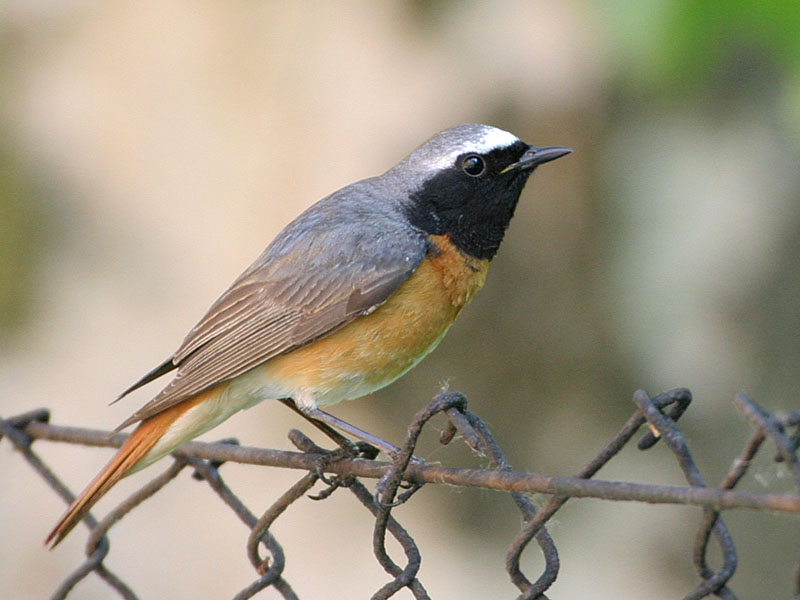
Adult hane av nominatformen i sommardräkt.

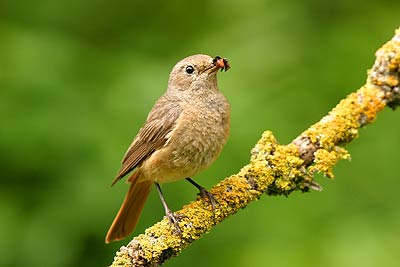
Adult hona i sommardräkt.

Rödstjärten är en slank fågel som mäter 13-14,5 centimeter på längden och väger mellan tolv och 20 gram. Den har svart vass näbb, typisk för insektsätande fåglar, och svarta ben. Den sitter ofta upprätt och darrar med den roströda stjärten. Den adulta hanen har sommartid en iögonfallande färgad fjäderdräkt med djupsvart ansikte och hals; vit panna; grå hjässa, nacke och rygg; och brunaktiga vingar. Bröstet, buken och stjärten är lysande tegelröda, där färgen på stjärtens mellersta stjärtpennor varierar från mörkbrun till svart. Honan är oansenligare brunaktigt färgad med ljust beigevitt bröst och vit buk och undergump, medan stjärten är färgad som hanens.
Under sensommaren, innan flytten, genomför rödstjärten en komplett ruggning och anlägger då en dräkt med ljusa bräm, vilket ger den ett närmast urtvättat utseende. Dessa ljusa bräm nöts bort under vintern vilket resulterar i hanens kraftfullt färgade praktdräkt om våren.
Hanen hos den sydöstliga underarten P. p. samamisicus skiljer sig från nominatformen genom att den adulta hanen har en mörkare rygg och ett vitt armpennestråk. Även honan har antydan till ljusa armpennor.

### Läte
Fågeln börjar sjunga tidigt i gryningen och sången består av korta vemodiga flöjttoner som följs av fler drillar eller djupare stavelser. Den imiterar också gärna andra fåglar. Dess lockläte påminner om lövsångarens mjuka tvåstaviga uppåtvissling huit men avslutas ofta med ett hårt tickande läte: tick-tick-tick.

## Ekologi
Rödstjärten sitter oftast på nedre grenar eller små buskar och darrar då typiskt med stjärten.

### Biotop
Rödstjärtens biotop är olika typer av skogsmarker, från äldre tallskog i norr till löv- och blandskog i söder. Den förekommer i parkanläggningar, fruktträdsodlingar, skogskanter, ljusa skogar och trädgårdar. Den placerar ofta sitt bo i skogar med gammalt timmer där sprickor och springor har bildats.

### Häckning

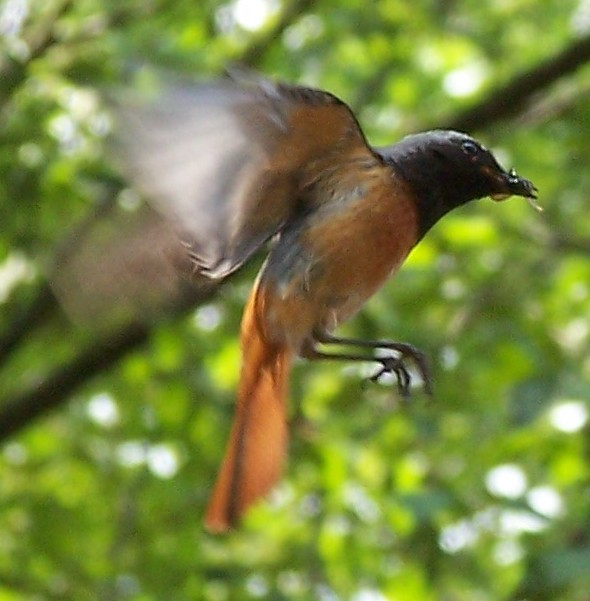
Adult hane som fångar en insekt i flykten.

Rödstjärten placerar sitt bo främst i trädhål, men även i byggnader, håligheter i marken, stenrösen och fågelholkar. Boet byggs av honan och består mest av torra strån. Den lägger i genomsnitt 5-7 enfärgat ljust blågröna ägg som ruvas av honan i elva till 15 dygn. Kullar med allt från tre till tio ägg har rapporterats. Ungarna stannar sedan i boet i tolv till 15 dygn och matas av båda föräldrarna. Även efter att de lämnat boet tas de om hand under en period av föräldrarna innan de är flygga. Observationer av två kullar per häckningssäsong har rapporterats så långt norrut som vid Abisko i Torne Lappmark.
Göken, som är en häckningsparasit, lägger ofta sitt ägg i rödstjärtsbon.

### Föda
Rödstjärten livnär sig av insekter, både larver och adulta, och spindlar. Den tar mest födan från marken men den fångar även insekter i luften; detta gör främst hanarna. På sensommaren och hösten äter den även bär. Den födosöker genom att genomföra korta flygturer då den snappar efter insekter eller genom att göra kortare besök på marken där den fångar insekter.

## Rödstjärten och människan

### Namn
Vanliga äldre svenska namn på rödstjärt var "vippstjärt" och "kvickstjärt". Andra äldre lokala svenska namn är "raudträssla", "raudtrissle" eller "raud trissla" på Gotland, "breksparren" i Västerbotten, "furulus" i Norrland, "röufogel" i Norrbotten, "rödstylesparv" i Jämtland och "rödsparv" i Dalarna.

### Mytologi och folktro
I stora delar av norra och östra Europa fanns förr föreställningen att rödstjärten var en helig fågel, ofta förknippad med Frälsaren. En utbredd myt berättar att om man betedde sig illa mot rödstjärten mjölkade korna blod, och fågeln har därför i vissa delar haft namn som "blodfågeln". I andra myter är rödstjärten istället olycksbringande. Exempelvis mjölkar korna blod eller får rödsot om en rödstjärt flyger under dess buk eller biter i dess juver. I Finland finns det berättelser om att när rödstjärten bygger sitt bo i ett hus så kommer det att eldhärjas, medan man i Norge berättade att om rödstjärten flög över vägen när man var på jakt kunde man lika gärna vända hem, för då skulle man missa allt med bössan.

### Som burfågel
Förr var rödstjärten en uppskattad burfågel. A. E. Brehm skrev i sin bok "Foglarnas lif" från slutet av 1800-talet: "Den vanliga rödstjerten hålles oftare i bur än slägtets andra arter och sjunger här flitigt nästan hela året om, men blir otreflig genom sin ständigt upprepande lockton. Han har likväl många beundrare, som glömma detta obehag för hans prydliga rörelser, vackra färger och putsade fjäderdrägt."' Över stora delar av dess utbredningsområde, exempelvis inom EU, är det idag förbjudet att fånga eller inneha vilda fåglar varför den inte längre förekommer som burfågel förutom lokalt eller i undantagsfall.

### Status
Rödstjärten är en talrik fågel med stort utbredningsområde. Världspopulationen uppskattas till mellan 17,5 och 32,7 miljoner könsmogna individer. Den ökar också i antal. IUCN kategoriserar den som livskraftig.
Även i Sverige anses arten livskraftig och tros ha ökat något det senaste decenniet. Den upptas därför inte på Artdatabankens rödlista.